# Міа Дімшич
Міа Дімшич (нар. 7 листопада 1992), також відома просто як Міа, — хорватська співачка, авторка пісень, мультиінструменталістка. Представляла Хорватію на Пісенному конкурі Євробачення 2022 в Турині, Італія з піснею «Guilty Pleasure», де посіла 11 місце у півфіналі.

## Біографія
Міа Дімшич народилася 7 листопада 1992 року в місті Осієк, Хорватія.
Співачка має ступінь магістра перекладачки факультету мистецтв Осієцького університету імені Йосипа Юрая Штросмаєра.
Дімшич розпочала свою кар'єру у 2014 році, коли тамбурицький гурт Džentlmeni запросив її супроводжувати їх під час їхнього туру по США та Канаді для хорватської діаспори.

### Музичний вплив
Міа називає співаками, які мали на неї значний вплив Тейлор Свіфт, Кейсі Масгрейвс, Нору Джонс, Віллі Нельсона та Елісон Краусс. Серед хорватських митців — Нено Белан, Златан Стіпішич, Теді Спалато, Олівер Драгоєвич та Харі Рончевич.
Серед музичних інструментів Дімшич використовує Gibson Hummingbird для більшості своїх живих виступів.

## Кар'єра
12 жовтня 2015 року вийшов перший сингл співачки «Budi mi blizu» (укр. Будь поруч зі мною).
7 липня 2016 року вийшла пісня «Život nije siv» (укр. Життя не буває сірим) як головний сингл її дебютного альбому. Дебютний альбом Život nije siv вийшов 20 березня 2017 року. Він досяг першого місця в хорватських чартих та в кінцевому підсумку був сертифікований платиновим у країні.
Другий студійний альбом Дімшич та перший різдвяний альбом — Božićno jutro (укр. Різдвяний ранок) - вийшов 29 листопада 2017 року.
26 липня 2019 року Дімшич випустила пісню «Sva blaga ovog svijeta» (укр. Усі скарби цього світу) з хорватським співаком Марко Толею. Пісня дебютувала на дванадцятому місці хорватського чарту HR Top 40. У серпні того ж року «Sva blaga ovog svijeta» піднялася на першу позицію, зробивши пісню шостим синглом Дімшич, який очолив чарт HR Top 40 у ролі провідної виконавиці.

### Євробачення 2022
17 грудня 2021 року Дімшич була оголошена однією з чотирнадцяти учасників національного відбору Dora 2022 у Хорватії для відбору заявки країни на Пісенний конкурс Євробачення 2022 року з піснею «Guilty Pleasure». 19 лютого 2022 року співачка виграла Dora 2022 та отримала право представляти Хорватію в Турині.
На конкурсі Дімшич отримала 42 бали від журі (10 місце) та 33 бали від глядачів (12 місце), які принесли Хорватії 11 у півфіналі, через що країна не змогла кваліфікуватися до фіналу Євробачення.